# 大圣维戈尔
大圣维戈尔（法語：Saint-Vigor-le-Grand，法語發音：[sɛ̃ viɡɔʁ lə ɡʁɑ̃] ⓘ）是法国卡尔瓦多斯省的一个市镇，位于该省西部，巴约市区东北，属于巴约区。

## 地理
大圣维戈尔（49°16'50"N, 0°41'22"W）面积9.7 平方千米，位于法国诺曼底大区卡爾瓦多斯省，该省份为法国西北部沿海省份，北濒大西洋英吉利海峡，东北与滨海塞纳省以海上边界相接，东临厄尔省，南至奧恩省，西与芒什省接壤。
与大圣维戈尔接壤的市镇（或旧市镇、城区）包括：巴约、瑟勒河畔埃凯、滨海隆格、贝桑地区马尼、圣马丹德桑特雷、索梅尔维约、欧尔河畔沃、贝桑地区维埃纳。

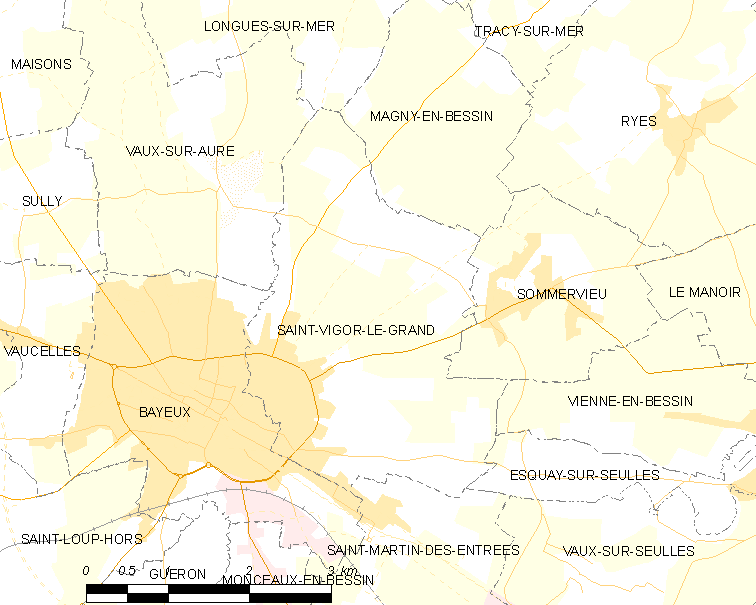
大圣维戈尔的OSM定位图

大圣维戈尔的时区为UTC+01:00、UTC+02:00（夏令时）。

## 行政
大圣维戈尔的邮政编码为14400，INSEE市镇编码为14663。

## 政治
大圣维戈尔所属的省级选区为巴约县。

## 人口

1962-2008年间大圣维戈尔人口变化图示

大圣维戈尔于2022年1月1日时的人口数量为2533人。